# Kålabodaån
Kålabodaån är ett vattendrag i mellersta Västerbotten, huvudsakligen beläget i norra delen av Robertsfors kommun. 

## Sträckning och avrinningsområde
Ån har sin källa i södra delen av Skellefteå kommun, nära gränsen till Robertsfors. Den rinner sedan igenom byarna Kålaboda och Brände, som båda delas i en östlig och en västlig del av ån. Sydost om Brände förenas den med Vebomarksån från vänster. Den rinner rakt igenom tätorten Ånäset och under E4 vid tätortens södra del. Några hundra meter nedströms därifrån, förenas den med Flarkån från höger. Den sista gemensamma biten av vattendraget, mellan Ånäset och mynningen i havet, brukar benämnas Hertsångersälven.
Kålabodaåns avrinningsområde, inklusive Flarkåns och Hertsångerälvens är ett av SMHI:s huvudavrinningsområden och har nummer 23 i den förteckningen. Kålabodaån före sammanflödet med Flarkån har ett avrinningsområde på 194 km2. 
Flarkån har ett avrinningsområde på 249 km2  och hela avrinningsområdet vid mynningen i havet, har en area på 506 km2.

## Natur och miljö
Ån är naturligt sur och hyser ett bestånd av bäcköring.